# 竹嶼
竹嶼（ちくしょ、韓国名：竹島、チュクト、죽도）は、鬱陵島の東約2.2kmに位置する、南北に約700mの細長い大韓民国の島。慶尚北道鬱陵郡に属する。
かつては竹嶼島（チュクソド、죽서도）と呼ばれていた（日本名はこの旧称に由来する）。韓国名が日本との間で領土問題のある「竹島」（韓国名：独島）と同名であるため混同されやすいが、別の島である。

## 地理概要

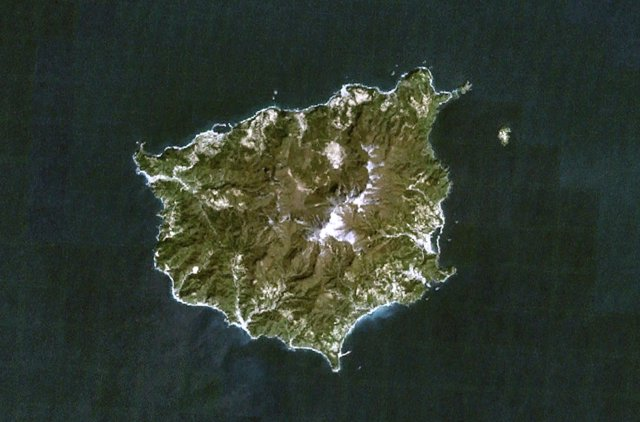
鬱陵島の衛星写真（上が北）
----
鬱陵島の北東に小さく見える島が竹嶼（韓国名:竹島）

竹嶼は鬱陵島の付属島の中で最も大きな島である。面積は207,818平方メートルでそのうち耕地は52,549平方メートル、最高点の標高は海抜116メートルである。ヨーロッパの古い海図や地図では、竹嶼には "Boussole Rock" や "Ou-san" の呼称が記入されている。
島の周囲は断崖絶壁で砂浜などはなく、島の中央は比較的平らで台地状の地形を呈している。台地部分には女竹（笹）が群生するほか、芋などの畑が広がる。個人が所有する有人島（1家族が居住）であり、1993年以降、観光地として活用されている。鬱陵島の道洞から観光船で往来することが可能で、所要時間は片道約20分である。ただし、波が高いときは出航を見合わせることがある。島に船が接岸した後、乗客は螺旋状の階段を上がり、島の上部に入る。観光には入場料が必要で、事前に権利者と交渉し料金を支払うとキャンプもできる。ピクニック場、ヘリポート、釣り場などの整備も計画中である。芋をすったジュースは竹嶼名物となっている。島の中央部西側には展望台があり、ここからは南は杏南や芋洞や北芋岩が見え、北は観音島、島項、臥達里や、近くの断崖から流下する小規模な川が複数見える。展望台のそばの北端の階段を登ると、小高い丘があり、山林となっている。
竹嶼には水道がないため、雨水を溜めて生活用水としており、飲料水は、鬱陵島本島から持参しなければならない。電力は小型の風力発電所によってまかなわれている。島内に学校はないが、2007年11月から衛星インターネットが可能となった。

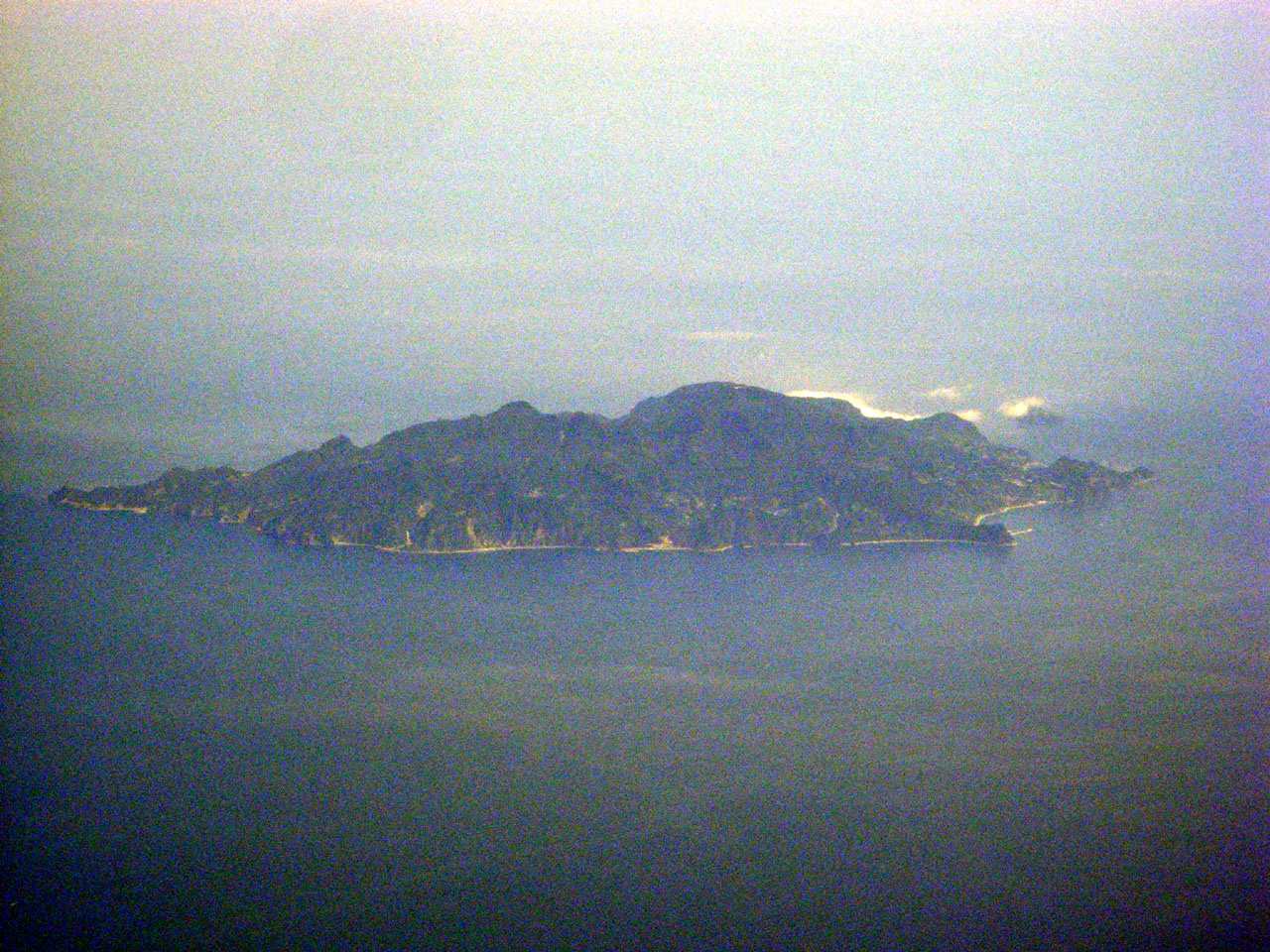
鬱陵島の空撮写真。鬱陵島の右上（北東）に小さく見える島が竹嶼。
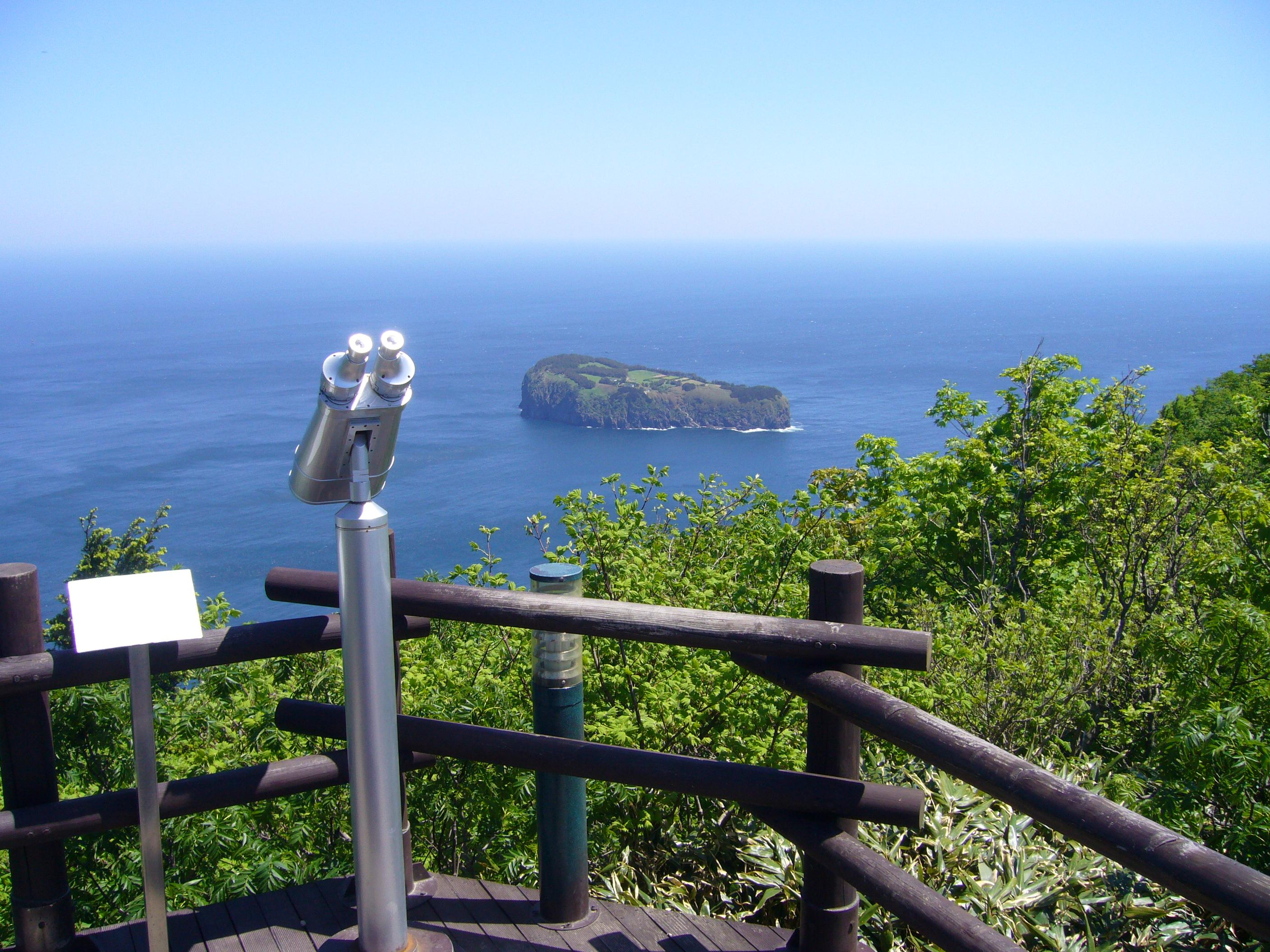
鬱陵島の日の出展望台から見た竹嶼。
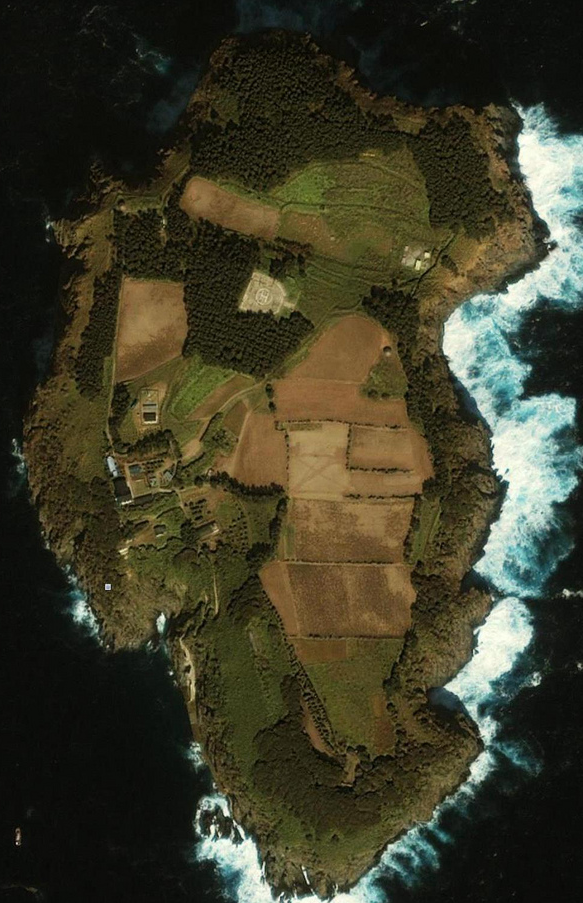
竹嶼（航空写真）

## 歴史
18世紀後半以降の朝鮮の古地図にある「于山島」については、それを竹嶼とみなす見解と、それとは別に、日本との間で領有権をめぐって対立のある竹島（韓国名：独島）とみなす見解がある。後者は、大韓民国政府側の主張であるが、日本政府は前者の見解を支持している。
1699年（韓国中央図書館所蔵）及び1702年（三陟市立博物館所蔵）の2回にわたって、鬱陵島を監督していた鬱陵島捜討官によって製作された『鬱陵島図形』には、その位置関係から竹嶼に比定される「大于島」と、観音島に比定される「小于島」が描かれている。
1711年、朴錫昌（パク・ソクチャン）による鬱陵島巡視に関連する「欝陵島図形」には鬱陵島の東側に「于山島」が描かれるが、そこには「所謂(いわゆる)于山島 海長竹田」との説明が付されており、竹嶼に比定される。海長竹は女竹（笹）のことで、この島には実際多くの竹が自生している。これについては、岩礁島である島根県隠岐の島町の竹島（韓国名：独島）には竹が生える土すらないので、「于山」を「独島」とする韓国側の比定は誤りだとの指摘がある。また、鬱陵島と竹島（独島）との間の距離は約90kmである。

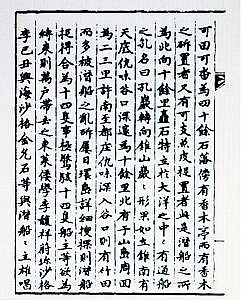
朝鮮王朝官撰『日省録』鬱陵島（ソウル大学校奎章閣蔵、1807年）
中ほどに「北有于山島周回為二三里許」の文言がある

18世紀以降の多くの韓国所在の古地図でも、その位置関係から竹嶼と比定できる島に「于山島」又は「于山」と記載されている。また韓国の古文書『日省録』（1807年）には「鬱陵島の北に于山島があり、周囲は二、三里」とあり、この記述からも于山島が竹嶼であることが確認できる。
1881年に李奎遠により製作された「鬱陵島外図」には、この竹嶼が「竹島」として、前述の「鬱陵島図形」と同じ構図で描かれている。これらの鬱陵島掃討官が製作した鬱陵島調査地図は4枚確認されており、また捜討官の地図を基に書かれた鬱陵島の詳細図も二十数枚確認されている。いずれも南北に長細い形状をしており竹嶼に比定できる。なお、「竹島」という呼称は日本では古くは鬱陵島を指していたが、朝鮮においても元々は鬱陵島の異称のひとつとされていた。
1900年10月25日、大韓帝国の「勅令第四十一号」によって鬱島郡（現、鬱陵郡）が設置され、竹嶼は「石島」とともに鬱島郡の管轄下とされた。

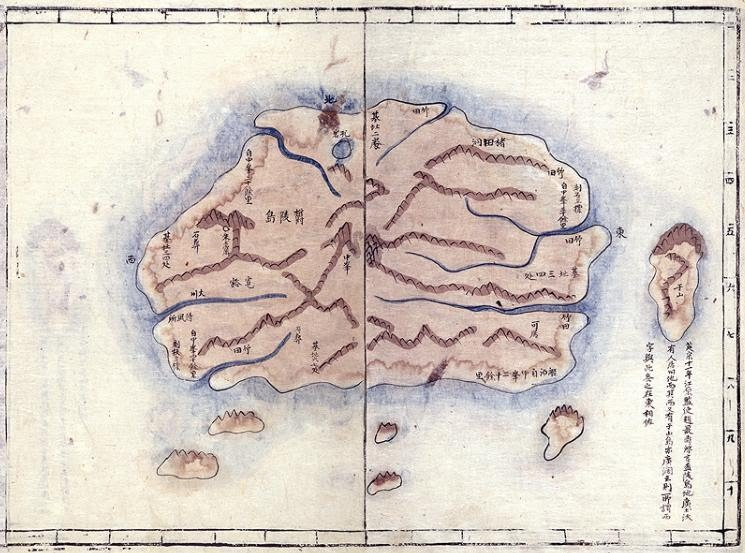
「大東輿地図」（1861年）鬱陵島の東に「于山」と記された島が隣接している。
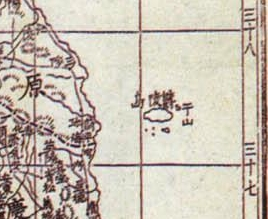
官撰『大韓地誌』（1899年）「大韓全図」（部分）